# Dynamine perpetua
Dynamine perpetua är en fjärilsart som beskrevs av Bates 1865. Dynamine perpetua ingår i släktet Dynamine och familjen praktfjärilar. Inga underarter finns listade i Catalogue of Life.